# Пируваткиназа
Пируваткиназа (Pyruvate kinase) — это фермент из класса трансфераз (шифр КФ 2.7.1.40), участвующий в последней стадии гликолиза. Он катализирует перенос фосфатной группы из фосфоенолпирувата (PEP) в аденозиндифосфат (ADP), образуя одну молекулу пирувата и одну молекулу АТФ. Пируваткиназа присутствует у животных в четырёх различных тканеспецифичных изозимах, каждый из которых обладает определёнными кинетическими свойствами, необходимыми для адаптации к изменениям метаболических потребностей различных тканей.

## Изоферменты позвоночных
Четыре изофермента пируваткиназы, экспрессируемые у позвоночных: L (печень), R (эритроциты), M1 (мышцы и мозг) и M2 (ткань раннего плода и большинство тканей взрослого человека). Изоферменты L и R экспрессируются геном PKLR, тогда как изоферменты M1 и M2 экспрессируются геном PKM2. Изоферменты R и L отличаются от M1 и M2 тем, что они регулируются аллостерически. Кинетически изоферменты R и L пируваткиназы имеют два различных конформационных состояния; один с высоким сродством к субстрату и один с низким сродством к субстрату. R-состояние, характеризующееся высоким сродством к субстрату, служит активированной формой пируваткиназы и стабилизируется PEP и фруктозо-1,6-бисфосфатом (FBP), способствуя гликолитическому пути. Т-состояние, характеризующееся низким сродством к субстрату, служит инактивированной формой пируваткиназы, связанной и стабилизированной АТФ и аланином, вызывая фосфорилирование пируваткиназы и ингибирование гликолиза. Изофермент M2 пируваткиназы может образовывать тетрамеры или димеры. Тетрамеры имеют высокое сродство к PEP, тогда как димеры имеют низкое сродство к PEP. Ферментативная активность может регулироваться фосфорилированием высокоактивных тетрамеров PKM2 в неактивные димеры.
Ген PKM состоит из 12 экзонов и 11 интронов. PKM1 и PKM2 представляют собой разные продукты сплайсинга M-гена (PKM1 содержит экзон 9, а PKM2 содержит экзон 10) и отличаются только 23 аминокислотами в пределах 56-аминокислотного участка (а.о. 378—434) на их карбоксиконце. Ген PKM регулируется с помощью гетерогенных рибонуклеотидных белков, таких как hnRNPA1 и hnRNPA2. Мономер PKM2 человека состоит из 531 аминокислоты и представляет собой одну цепь, разделенную на домены A, B и C. Разница в аминокислотной последовательности между PKM1 и PKM2 позволяет PKM2 аллостерически регулироваться с помощью FBP и образовывать димеры и тетрамеры, тогда как PKM1 может образовывать только тетрамеры.

## Изоферменты в бактериях
Многие энтеробактерии, включая E. coli, имеют две изоформы пируваткиназы, PykA и PykF, которые на 37 % идентичны у E. coli (Uniprot: PykA Архивная копия от 27 марта 2022 на Wayback Machine, PykF Архивная копия от 15 апреля 2021 на Wayback Machine). Они катализируют ту же реакцию, что и у эукариот, а именно образование АТФ из АДФ и фосфоенолпирувата, последнюю стадию гликолиза, стадию, которая необратима в физиологических условиях. PykF аллостерически регулируется FBP, что отражает центральное положение PykF в клеточном метаболизме. Транскрипция PykF в E. coli регулируется глобальным регулятором транскрипции Cra (FruR). Было показано, что PfkB ингибируется MgATP при низких концентрациях Fru-6P, и эта регуляция важна для глюконеогенеза.

## Реакция
Пируваткиназа [КФ 2.7.1.40] — фермент класса трансфераз, катализирующий перенос остатка фосфорной кислоты с фосфоенолпировиноградной кислоты (высокоэнергетическое фосфорилированное соединение) на аденозиндифосфат (АДФ) с образованием аденозинтрифосфата (АТФ) и пирувата (пировиноградной кислоты); участвует в предпоследней реакции гликолиза. Тип реакции — субстратное фосфорилирование.  Реакция необратима. 
Реакция катализируемая пируваткиназой требует присутствия ионов К+ и Mg2+ или Mn2+:
| Фермент       | Кофактор      | Изменение свободной энергии (ΔG′о, кДж/моль) |
| Пируваткиназа | К+, Mg2+/Mn2+ | −31,4                                        |

## Гликолиз
Пируваткиназная реакция при гликолизе проходит в две стадии. Во-первых, PEP передает фосфатную группу ADP, производя ATP и енолят пирувата. Во-вторых, к енолату пирувата необходимо добавить протон, чтобы получить функциональную форму пирувата, которая требуется клетке. Поскольку субстратом для пируваткиназы является простой фосфо-сахар, а продуктом является АТФ, пируваткиназа является возможным основным ферментом для эволюции цикла гликолиза и может быть одним из самых древних ферментов во всей земной жизни. Фосфоенолпируват мог присутствовать абиотически, и было показано, что он продуцируется с высоким выходом при примитивном пути триозного гликолиза.
Было обнаружено, что в дрожжевых клетках взаимодействие дрожжевой пируваткиназы (YPK) с PEP и его аллостерическим эффектором фруктозо-1,6-бисфосфатом (FBP) усиливается присутствием Mg2+ . Таким образом, был сделан вывод, что Mg2+ является важным кофактором в катализе PEP в пируват пируваткиназой. Кроме того, было показано, что ион металла Mn2+ оказывает аналогичное, но более сильное влияние на YPK, чем Mg2+ . Связывание ионов металлов с участками связывания металлов на пируваткиназе увеличивает скорость этой реакции.
В аэробных условиях реакция, катализируемая пируваткиназой, является последней стадией гликолиза. Это один из трех этапов этого пути, ограничивающих скорость. Ограничивающие скорость шаги — это более медленные, регулируемые шаги пути и, таким образом, определяют общую скорость пути. При гликолизе стадии, ограничивающие скорость, связаны либо с гидролизом АТФ, либо с фосфорилированием АДФ, в результате чего этот путь становится энергетически выгодным и по существу необратимым в клетках. Этот последний этап строго регулируется и намеренно необратим, поскольку пируват является важным промежуточным строительным блоком для дальнейших метаболических путей. После производства пирувата он либо входит в цикл Кребса для дальнейшего производства АТФ в аэробных условиях, либо превращается в молочную кислоту или этанол в анаэробных условиях.

## Глюконеогенез: обратная реакция
Пируваткиназа также служит регуляторным ферментом глюконеогенеза — биохимического пути, по которому печень вырабатывает глюкозу из пирувата и других субстратов. Глюконеогенез использует неуглеводные источники для обеспечения глюкозы мозгом и эритроцитами во время голодания, когда прямые запасы глюкозы истощены. Во время голодания пируваткиназа ингибируется, таким образом предотвращая «утечку» фосфоенолпирувата от превращения в пируват; вместо этого фосфоенолпируват превращается в глюкозу посредством каскада реакций глюконеогенеза. Хотя в нём используются аналогичные ферменты, глюконеогенез не является обратным гликолизу. Вместо этого используется путь, который позволяет избежать необратимых стадий гликолиза. Более того, глюконеогенез и гликолиз не происходят одновременно в клетке в любой данный момент, поскольку они реципрокно регулируются передачей клеточных сигналов. После завершения пути глюконеогенеза произведенная глюкоза выводится из печени, обеспечивая энергией жизненно важные ткани в состоянии голодания.

## Регулирование
Гликолиз строго регулируется на трех каталитических стадиях: фосфорилирование глюкозы гексокиназой, фосфорилирование фруктозо-6-фосфата фосфофруктокиназой и перенос фосфата от PEP к AДФ с помощью пируваткиназы. В условиях дикого типа все три эти реакции необратимы, имеют большую отрицательную свободную энергию и отвечают за регуляцию этого пути. Активность пируваткиназы наиболее широко регулируется аллостерическими эффекторами, ковалентными модификаторами и гормональным контролем. Однако наиболее важным регулятором пируваткиназы является фруктозо-1,6-бисфосфат (FBP), который служит аллостерическим эффектором для фермента.

### Аллостерические эффекторы
Аллостерическая регуляция — это связывание эффектора с сайтом белка, отличным от активного сайта, вызывающее конформационное изменение и изменение активности данного белка или фермента. Было обнаружено, что пируваткиназа аллостерически активируется FBP и аллостерически инактивируется АТФ и аланином. Тетрамеризации пируваткиназы способствуют FBP и серин, тогда как диссоциации тетрамера способствует L-цистеин.

#### Фруктозо-1,6-бисфосфат
FBP является наиболее важным источником регуляции, потому что он исходит из пути гликолиза. FBP — это промежуточный продукт гликолиза, образующийся в результате фосфорилирования фруктозо-6-фосфата. FBP связывается с аллостерическим сайтом связывания в домене C пируваткиназы и изменяет конформацию фермента, вызывая активацию активности пируваткиназы. Как промежуточное соединение, присутствующее в гликолитическом пути, FBP обеспечивает прямую стимуляцию, потому что чем выше концентрация FBP, тем выше аллостерическая активация и величина активности пируваткиназы. Пируваткиназа наиболее чувствительна к действию FBP. В результате остальные регуляторные механизмы служат вторичной модификацией.

### Ковалентные модификаторы
Ковалентные модификаторы служат косвенными регуляторами, контролируя фосфорилирование, дефосфорилирование, ацетилирование, сукцинилирование и окисление ферментов, что приводит к активации и ингибированию ферментативной активности. В печени глюкагон и адреналин активируют протеинкиназу А, которая служит ковалентным модификатором, фосфорилируя и дезактивируя пируваткиназу. Напротив, секреция инсулина в ответ на повышение уровня сахара в крови активирует фосфопротеинфосфатазу I, вызывая дефосфорилирование и активацию пируваткиназы для увеличения гликолиза. Такая же ковалентная модификация оказывает противоположное действие на ферменты глюконеогенеза. Эта система регуляции отвечает за предотвращение бесполезного цикла за счет предотвращения одновременной активации пируваткиназы и ферментов, которые катализируют глюконеогенез.

#### Белок, связывающий элемент углеводного ответа (ChREBP)
Было обнаружено, что ChREBP является важным белком в транскрипции генов L-изофермента пируваткиназы. Домены ChREBP являются сайтами-мишенями для регуляции пируваткиназы глюкозой и цАМФ. В частности, ChREBP активируется высокой концентрацией глюкозы и ингибируется цАМФ. Глюкоза и цАМФ противостоят друг другу за счет регулирования ковалентных модификаторов. ЦАМФ связывается с сайтами связывания Ser196 и Thr666 ChREBP, вызывая фосфорилирование и инактивацию пируваткиназы; глюкоза связывается с сайтами связывания Ser196 и Thr666 ChREBP, вызывая дефосфорилирование и активацию пируваткиназы. В результате показано, что цАМФ и избыток углеводов играют косвенную роль в регуляции пируваткиназы.

### Гормональный контроль
Чтобы предотвратить бесполезный цикл, гликолиз и глюконеогенез строго регулируются, чтобы гарантировать, что они никогда не будут работать в клетке одновременно. В результате ингибирование пируваткиназы глюкагоном, циклическим АМФ и адреналином не только останавливает гликолиз, но и стимулирует глюконеогенез. С другой стороны, инсулин препятствует действию глюкагона, циклического АМФ и адреналина, заставляя пируваткиназу функционировать нормально и прекращать глюконеогенез. Кроме того, было обнаружено, что глюкоза ингибирует и нарушает глюконеогенез, не влияя на активность пируваткиназы и гликолиз. В целом взаимодействие между гормонами играет ключевую роль в функционировании и регуляции гликолиза и глюконеогенеза в клетке.

#### Тормозящее действие метформина
Метформин, или диметилбигуанид, является основным средством лечения диабета 2 типа. Было показано, что метформин косвенно влияет на пируваткиназу через ингибирование глюконеогенеза. В частности, добавление метформина связано с заметным уменьшением потока глюкозы и увеличением потока лактата / пирувата из различных метаболических путей. Хотя метформин не влияет напрямую на активность пируваткиназы, он вызывает снижение концентрации АТФ. Из-за аллостерических ингибирующих эффектов АТФ на пируваткиназу снижение АТФ приводит к уменьшению ингибирования и последующей стимуляции пируваткиназы. Следовательно, увеличение активности пируваткиназы направляет метаболический поток через гликолиз, а не через глюконеогенез.

### Генная регуляция
Гетерогенные рибонуклеотидные белки (hnRNP) могут действовать на ген PKM, регулируя экспрессию изоформ M1 и M2. Изоформы PKM1 и PKM2 представляют собой варианты сплайсинга гена PKM, которые отличаются одним экзоном. Различные типы hnRNP, такие как hnRNPA1 и hnRNPA2, проникают в ядро в условиях гипоксии и модулируют экспрессию, так что PKM2 активируется. Гормоны, такие как инсулин повышаю экспрессию PKM2 в то время как гормоны, как три-йодтиронин (Т3) и глюкагон способствуют понижению уровня ПКМ2.

## Клиническое применение

### Дефицит
Генетические дефекты этого фермента вызывают заболевание, известное как дефицит пируваткиназы . В этом состоянии недостаток пируваткиназы замедляет процесс гликолиза. Этот эффект особенно разрушителен для клеток, в которых отсутствуют митохондрии, поскольку эти клетки должны использовать анаэробный гликолиз в качестве единственного источника энергии, поскольку цикл Кребса недоступен. Например, красные кровяные тельца, которые в состоянии дефицита пируваткиназы, быстро становятся дефицитными по АТФ и могут подвергаться гемолизу . Следовательно, дефицит пируваткиназы может вызвать хроническую несфероцитарную гемолитическую анемию (CNSHA).

#### Мутация гена PK-LR
Дефицит пируваткиназы обусловлен аутосомно-рецессивным признаком. У млекопитающих есть два гена пируваткиназы, PK-LR (который кодирует изозимы пируваткиназы L и R) и PK-M (который кодирует изозим пируваткиназы M1), но только PKLR кодирует изозим красной крови, который вызывает дефицит пируваткиназы. Более 250 мутаций гена PK-LR были идентифицированы и связаны с дефицитом пируваткиназы. Тестирование ДНК привело к открытию местоположения PKLR на хромосоме 1 и разработке тестов прямого секвенирования генов для молекулярной диагностики дефицита пируваткиназы.

### Изменение метаболизма при ингибировании пируваткиназы

#### Ингибирование активных форм кислорода (АФК)
Активные формы кислорода (АФК или реактивные формы кислорода, РФК, англ. Reactive oxygen species, ROS) представляют собой химически активные формы кислорода. Было показано, что в здоровых клетках легких человека АФК ингибируют изофермент M2 пируваткиназы (PKM2). АФК достигают этого ингибирования путем окисления Cys358 и инактивации PKM2. В результате инактивации PKM2 поток глюкозы больше не превращается в пируват, а вместо этого используется в пентозофосфатном пути, где образуется восстановительный потенциал для детоксикации АФК, что приводит к снижению ROS. 
Этот ингибирующий механизм важен, потому что он может предполагать, что регуляторные механизмы в PKM2 ответственны за содействие устойчивости раковых клеток к окислительному стрессу и усилению туморогенеза.

#### Ингибирование фенилаланином
Обнаружено, что фенилаланин действует как конкурентный ингибитор пируваткиназы в головном мозге. Хотя степень ингибирующей активности фенилаланина одинакова как для эмбриональных, так и для взрослых клеток, ферменты в эмбриональных клетках мозга значительно более уязвимы для ингибирования, чем ферменты в клетках мозга взрослых. Исследование PKM2 у детей с генетическим заболеванием мозга фенилкетонурией (PKU) показало повышенный уровень фенилаланина и снижение эффективности PKM2. Этот механизм ингибирования позволяет понять роль пируваткиназы в повреждении клеток головного мозга.

### Пируваткиназа при раке
Раковые клетки обладают характерным ускоренным метаболическим механизмом, и считается, что пируваткиназа играет роль в развитии рака. По сравнению со здоровыми клетками, раковые клетки имеют повышенные уровни изоформы PKM2, особенно димера с низкой активностью. Следовательно, сывороточные уровни PKM2 используются в качестве маркеров рака. Димер с низкой активностью позволяет накапливать фосфоенолпируват (PEP), оставляя большие концентрации гликолитических промежуточных продуктов для синтеза биомолекул, которые в конечном итоге будут использоваться раковыми клетками. Фосфорилирование PKM2 с помощью митоген-активируемой протеинкиназы 1 (ERK2) вызывает конформационные изменения, которые позволяют PKM2 проникать в ядро и регулировать экспрессию гликолитического гена, необходимую для развития опухоли. В некоторых исследованиях утверждается, что во время канцерогенеза происходит сдвиг экспрессии с PKM1 на PKM2. Микроокружение опухоли, такое как гипоксия, активирует факторы транскрипции, такие как фактор, индуцируемый гипоксией, чтобы способствовать транскрипции PKM2, которая образует петлю положительной обратной связи для усиления собственной транскрипции.

## Альтернативы
Обратимый фермент с аналогичной функцией, пируватфосфатдикиназа (PPDK), обнаружен у некоторых бактерий и был перенесен в ряд анаэробных групп эукариот (например, Streblomastix, Giardia, Entamoeba и Trichomonas), по-видимому, через горизонтальный ген перевод в двух или более случаях. В некоторых случаях один и тот же организм будет иметь и пируваткиназу, и PPDK.